# Municipio de Silver Lake (Arkansas)
El municipio de Silver Lake (en inglés: Silver Lake Township) es un municipio ubicado en el condado de Desha en el estado estadounidense de Arkansas. En el año 2010 tenía una población de 496 habitantes y una densidad poblacional de 4,51 personas por km².

## Geografía
El municipio de Silver Lake se encuentra ubicado en las coordenadas 33°56′35″N 91°26′10″O / 33.94306, -91.43611. Según la Oficina del Censo de los Estados Unidos, el municipio tiene una superficie total de 109.95 km², de la cual 103,92 km² corresponden a tierra firme y (5,48 %) 6,03 km² es agua.

## Demografía
Según el censo de 2010, había 496 personas residiendo en el municipio de Silver Lake. La densidad de población era de 4,51 hab./km². De los 496 habitantes, el municipio de Silver Lake estaba compuesto por el 76,61 % blancos, el 11,69 % eran afroamericanos, el 0,2 % eran amerindios, el 11,29 % eran de otras razas y el 0,2 % eran de una mezcla de razas. Del total de la población el 12,1 % eran hispanos o latinos de cualquier raza.